# محمدعلی چو
محمدعلی چو (انگلیسی: Mohamed-Ali Cho؛ زادهٔ ۱۹ ژانویهٔ ۲۰۰۴) بازیکن فوتبال اهل ساحل عاج است.
وی همچنین در تیم‌های ملی فوتبال England national under-16 football team و زیر ۲۱ سال فرانسه بازی کرده‌است.